# Michel Della Negra
Michel Della Negra (* 1942) ist ein französischer experimenteller Teilchenphysiker.
Della Negra studierte in Paris Mathematik und theoretische Physik und wurde dort 1967 promoviert. Danach forschte er weiter in Paris und ab 1970 am SLAC in Stanford. Er war schon in den 1970er Jahren am CERN, zu dessen Mitarbeitern er seit 1973 gehört, an Experimenten am Intersecting Storage Rings beteiligt. In den 1980er Jahren war er an den UA 1 Experimenten beteiligt, die 1983 zur Entdeckung des W-Boson und Z-Bosons führten (Leitung Carlo Rubbia). Von der Initiierung 1992 bis 2007 war er der erste Sprecher des CMS Experiments am Large Hadron Collider des CERN, mit dem ATLAS-Detektor einer der beiden großen Teilchendetektoren des LHC, mit dem 2012 die Entdeckung eines mit dem Higgs-Boson kompatiblen Teilchens gelang. Die Entwicklung für CMS begann Anfang der 1990er Jahre, woran Della Negra mit Tejinder Virdee (Sprecher des CMS von 2007 bis 2009) wesentlich beteiligt war. Beide sind am Imperial College London.

## Auszeichnungen
- 2012: Special Fundamental Physics Prize für die Entdeckung des Higgs-Bosons (zusammen mit Fabiola Gianotti, Peter Jenni, Tejinder Singh Virdee, Guido Tonelli, Joe Incandela und Lyn Evans)
- 2012: Julius Wess-Preis des Karlsruher Instituts für Technologie (zusammen mit Peter Jenni)
- 2013: High Energy and Particle Physics Prize der European Physical Society (zusammen mit Peter Jenni, Tejinder Virdee und der CMS und Atlas Kollaboration)
- 2017: Panofsky-Preis (mit Jenni und Virdee)